# Баскетболист года конференции Southeastern
Баскетболист года конференции Southeastern (Юго-Восточной конференции) (англ. Southeastern Conference Men's Basketball Player of the Year) — это ежегодная баскетбольная награда, вручаемая по результатам голосования лучшему баскетболисту среди студентов конференции Southeastern (SEC), входящей в первый дивизион NCAA. Эта награда была учреждена американскими информационными агентствами United Press International и Associated Press и впервые была единогласно вручена Клайду Ли из университета Вандербильта в сезоне 1964/65 годов. Начиная с сезона 1986/87 годов, голосование также стало проводиться и среди главных тренеров команд, входящих в конференцию (в данный момент их четырнадцать), причём свои голоса тренеры подают по окончании регулярного чемпионата, но перед стартом плей-офф, то есть в начале марта, однако они не могут голосовать за своих собственных игроков, а первым лауреатом по их мнению стал Деррик Макки из Алабамского университета. Начиная с сезона 1992/93 годов агентство United Press International (UPI) стало быстро сдавать свои позиции в сфере распространения информации в США, поэтому голосование по версии UPI перестало проводиться.
Конференция SEC официально начала свою деятельность в декабре 1932 года, и тогда в неё входило десять команд. В 1991 году в неё были включены Арканзасский университет и Университет Южной Каролины, а в 2012 году в неё вошли Миссурийский университет и Техасский университет A&M.
Аж одиннадцать игроков: Клайд Ли, Пит Маравич, Кевин Греви, Бернард Кинг, Реджи Кинг, Дейл Эллис, Кенни Уокер, Крис Джексон, Шакил О’Нил и Корлисс Уильямсон и Грант Уильямс получали эту награду по несколько раз, причём Маравич и Кинг выигрывали её по три раза. Пять игроков, Крис Джексон, Джон Уолл, Энтони Дэвис, Малик Монк и Брэндон Миллер, становились лауреатами премии, будучи первокурсниками. Тринадцать раз обладателями данной премии становились два игрока (1966, 1972, 1973, 1975, 1977, 1983, 1987, 1993, 2000, 2003, 2007, 2017 и 2018), а в 2020 году победителей было трое. Чаще других обладателями данной номинации становились баскетболисты Кентуккийского университета (18 раз), Теннессийского университета (14 раз) и университета штата Луизиана (11 раз).

## Легенда
|           | Сообладатели награды |
| *         | Становились лауреатами Приза Джеймса Нейсмита (1969—) или Приза Джона Вудена (1977—), либо признавались баскетболистом года среди студентов по версии UPI (1955—1996) или Helms Foundation (1905—1979) |
| Игрок (X) | Количество титулов |
| ¥         | Выбран агентством United Press International (1965—1992) |
| †         | Выбран агентством Associated Press (1965—) |
| ‡         | Выбран главными тренерами команд (1987—) |

## Победители
| Сезон   | Игрок                   | Фото | Университет                 | Позиция                                     | Год обучения | Примечания |
| ------- | ----------------------- | ---- | --------------------------- | ------------------------------------------- | ------------ | ---------- |
| 1964/65 | Клайд Ли                |      | Университет Вандербильта    | Центровой / Тяжёлый форвард                 | Третий       |            |
| 1965/66 | Клайд Ли¥ (2)           |      | Университет Вандербильта    | Центровой / Тяжёлый форвард                 | Четвёртый    |            |
| 1965/66 | Пэт Райли†              |      | Кентуккийский университет   | Атакующий защитник / Лёгкий форвард         | Четвёртый    |            |
| 1966/67 | Рон Уидби               |      | Теннессийский университет   | Лёгкий форвард                              | Четвёртый    |            |
| 1967/68 | Пит Маравич             |      | Университет штата Луизиана  | Атакующий защитник                          | Второй       |            |
| 1968/69 | Пит Маравич (2)         |      | Университет штата Луизиана  | Атакующий защитник                          | Третий       |            |
| 1969/70 | Пит Маравич* (3)        |      | Университет штата Луизиана  | Атакующий защитник                          | Четвёртый    |            |
| 1970/71 | Джонни Нейман           |      | Миссисипский университет    | Атакующий защитник / Лёгкий форвард         | Четвёртый    |            |
| 1971/72 | Майк Эдвардс¥           |      | Теннессийский университет   | Атакующий защитник                          | Третий       |            |
| 1971/72 | Том Паркер†             |      | Кентуккийский университет   | Тяжёлый форвард                             | Четвёртый    |            |
| 1972/73 | Кевин Греви†            |      | Кентуккийский университет   | Лёгкий форвард / Атакующий защитник         | Второй       |            |
| 1972/73 | Уэнделл Хадсон¥         |      | Алабамский университет      | Лёгкий форвард                              | Четвёртый    |            |
| 1973/74 | Жан ван Бреда Коллф     |      | Университет Вандербильта    | Лёгкий форвард                              | Четвёртый    |            |
| 1974/75 | Кевин Греви† (2)        |      | Кентуккийский университет   | Лёгкий форвард / Атакующий защитник         | Четвёртый    |            |
| 1974/75 | Бернард Кинг¥           |      | Теннессийский университет   | Лёгкий форвард                              | Второй       |            |
| 1975/76 | Бернард Кинг (2)        |      | Теннессийский университет   | Лёгкий форвард                              | Третий       |            |
| 1976/77 | Эрни Грюнфельд†         |      | Теннессийский университет   | Лёгкий форвард / Атакующий защитник         | Четвёртый    |            |
| 1976/77 | Бернард Кинг¥ (3)       |      | Теннессийский университет   | Лёгкий форвард                              | Четвёртый    |            |
| 1977/78 | Реджи Кинг              |      | Алабамский университет      | Лёгкий форвард / Тяжёлый форвард            | Третий       |            |
| 1978/79 | Реджи Кинг (2)          |      | Алабамский университет      | Лёгкий форвард / Тяжёлый форвард            | Четвёртый    |            |
| 1979/80 | Кайл Мэйси              |      | Кентуккийский университет   | Разыгрывающий защитник                      | Четвёртый    |            |
| 1980/81 | Доминик Уилкинс         |      | Университет Джорджии        | Лёгкий форвард                              | Третий       |            |
| 1981/82 | Дейл Эллис              |      | Теннессийский университет   | Атакующий защитник / Лёгкий форвард         | Третий       |            |
| 1982/83 | Дейл Эллис† (2)         |      | Теннессийский университет   | Атакующий защитник / Лёгкий форвард         | Четвёртый    |            |
| 1982/83 | Джефф Мэлоун¥           |      | Университет штата Миссисипи | Атакующий защитник                          | Четвёртый    |            |
| 1983/84 | Чарльз Баркли           |      | Обернский университет       | Тяжёлый форвард                             | Третий       |            |
| 1984/85 | Кенни Уокер             |      | Кентуккийский университет   | Лёгкий форвард / Тяжёлый форвард            | Третий       |            |
| 1985/86 | Кенни Уокер (2)         |      | Кентуккийский университет   | Лёгкий форвард / Тяжёлый форвард            | Четвёртый    |            |
| 1986/87 | Деррик Макки¥†‡         |      | Алабамский университет      | Лёгкий форвард                              | Третий       |            |
| 1986/87 | Тони Уайт¥              |      | Теннессийский университет   | Разыгрывающий защитник                      | Четвёртый    |            |
| 1987/88 | Уилл Пердью             |      | Университет Вандербильта    | Центровой                                   | Четвёртый    |            |
| 1988/89 | Крис Джексон[a]         |      | Университет штата Луизиана  | Разыгрывающий защитник                      | Первый       |            |
| 1989/90 | Крис Джексон[a] (2)     |      | Университет штата Луизиана  | Разыгрывающий защитник                      | Второй       |            |
| 1990/91 | Шакил О’Нил*            |      | Университет штата Луизиана  | Центровой                                   | Второй       |            |
| 1991/92 | Шакил О’Нил (2)         |      | Университет штата Луизиана  | Центровой                                   | Третий       |            |
| 1992/93 | Билли Маккеффри†        |      | Университет Вандербильта    | Атакующий защитник                          | Третий       |            |
| 1992/93 | Джамал Машберн†‡        |      | Кентуккийский университет   | Лёгкий форвард                              | Третий       |            |
| 1993/94 | Корлисс Уильямсон       |      | Арканзасский университет    | Лёгкий форвард / Тяжёлый форвард            | Второй       |            |
| 1994/95 | Корлисс Уильямсон (2)   |      | Арканзасский университет    | Лёгкий форвард / Тяжёлый форвард            | Третий       |            |
| 1995/96 | Тони Делк               |      | Кентуккийский университет   | Разыгрывающий защитник / Атакующий защитник | Четвёртый    |            |
| 1996/97 | Рон Мерсер              |      | Кентуккийский университет   | Атакующий защитник / Лёгкий форвард         | Второй       |            |
| 1997/98 | Ансу Сесэй              |      | Миссисипский университет    | Лёгкий форвард                              | Четвёртый    |            |
| 1998/99 | Крис Портер             |      | Обернский университет       | Лёгкий форвард                              | Третий       |            |
| 1999/00 | Дэн Лэнги†‡             |      | Университет Вандербильта    | Лёгкий форвард                              | Третий       | [ 1 ]      |
| 1999/00 | Стромайл Свифт†         |      | Университет штата Луизиана  | Тяжёлый форвард / Центровой                 | Второй       | [ 1 ]      |
| 2000/01 | Тэйшон Принс            |      | Кентуккийский университет   | Лёгкий форвард                              | Третий       | [ 2 ]      |
| 2001/02 | Эрвин Дадли             |      | Алабамский университет      | Тяжёлый форвард / Центровой                 | Третий       | [ 3 ]      |
| 2002/03 | Кит Боганс‡             |      | Кентуккийский университет   | Атакующий защитник / Лёгкий форвард         | Четвёртый    | [ 4 ]      |
| 2002/03 | Рон Слэй†               |      | Теннессийский университет   | Тяжёлый форвард                             | Четвёртый    | [ 5 ]      |
| 2003/04 | Лоуренс Робертс         |      | Университет штата Миссисипи | Тяжёлый форвард / Центровой                 | Третий       | [ 6 ]      |
| 2004/05 | Брэндон Басс            |      | Университет штата Луизиана  | Тяжёлый форвард / Центровой                 | Второй       | [ 7 ]      |
| 2005/06 | Глен Дэвис              |      | Университет штата Луизиана  | Тяжёлый форвард / Центровой                 | Второй       | [ 8 ]      |
| 2006/07 | Деррик Байарс‡          |      | Университет Вандербильта    | Лёгкий форвард / Тяжёлый форвард            | Четвёртый    | [ 9 ]      |
| 2006/07 | Крис Лофтон†            |      | Теннессийский университет   | Атакующий защитник                          | Второй       | [ 10 ]     |
| 2007/08 | Шон Фостер              |      | Университет Вандербильта    | Атакующий защитник / Лёгкий форвард         | Четвёртый    | [ 11 ]     |
| 2008/09 | Маркус Торнтон          |      | Университет штата Луизиана  | Атакующий защитник                          | Четвёртый    | [ 12 ]     |
| 2009/10 | Джон Уолл               |      | Кентуккийский университет   | Разыгрывающий защитник                      | Первый       | [ 13 ]     |
| 2010/11 | Чендлер Парсонс         |      | Флоридский университет      | Лёгкий форвард                              | Четвёртый    | [ 14 ]     |
| 2011/12 | Энтони Дэвис*           |      | Кентуккийский университет   | Тяжёлый форвард / Центровой                 | Первый       | [ 15 ]     |
| 2012/13 | Кентавиус Колдуэлл-Поуп |      | Университет Джорджии        | Атакующий защитник                          | Второй       | [ 16 ]     |
| 2013/14 | Скотти Уилбекин         |      | Флоридский университет      | Разыгрывающий защитник                      | Четвертый    | [ 17 ]     |
| 2014/15 | Бобби Портис            |      | Арканзасский университет    | Тяжёлый форвард                             | Второй       | [ 18 ]     |
| 2015/16 | Тайлер Юлис             |      | Кентуккийский университет   | Разыгрывающий защитник                      | Второй       | [ 19 ]     |
| 2016/17 | Малик Монк†             |      | Кентуккийский университет   | Атакующий защитник                          | Первый       | [ 20 ]     |
| 2016/17 | Синдариус Торнуэлл‡     |      | Университет Южной Каролины  | Атакующий защитник                          | Четвёртый    | [ 21 ]     |
| 2017/18 | Янте Матен†             |      | Университет Джорджии        | Тяжёлый форвард                             | Четвёртый    | [ 22 ]     |
| 2017/18 | Грант Уильямс‡          |      | Теннессийский университет   | Тяжёлый форвард                             | Второй       | [ 23 ]     |
| 2018/19 | Грант Уильямс (2)       |      | Теннессийский университет   | Тяжёлый форвард                             | Третий       | [ 24 ]     |
| 2019/20 | Мейсон Джонс†           |      | Арканзасский университет    | Атакующий защитник                          | Третий       | [ 25 ]     |
| 2019/20 | Реджи Перри†            |      | Университет штата Миссисипи | Тяжёлый форвард                             | Второй       | [ 26 ]     |
| 2019/20 | Иммануэл Куикли‡        |      | Кентуккийский университет   | Разыгрывающий защитник                      | Второй       | [ 27 ]     |
| 2020/21 | Херберт Джонс           |      | Алабамский университет      | Лёгкий форвард                              | Четвёртый    | [ 28 ]     |
| 2021/22 | Оскар Шибвэй*           |      | Кентуккийский университет   | Центровой                                   | Третий       | [ 29 ]     |
| 2022/23 | Брэндон Миллер          |      | Алабамский университет      | Лёгкий форвард                              | Первый       | [ 30 ]     |
| 2023/24 | Далтон Кнехт            |      | Теннессийский университет   | Атакующий защитник                          | Пятый        | [ 31 ]     |
| 2024/25 | Джони Брум              |      | Обернский университет       | Тяжёлый форвард                             | Четвёртый    | [ 32 ]     |

## Комментарии
- a  Официально сменил имя в июле 1993 года после принятия им в 1991 году ислама, имя при рождении Крис Уэйн Джексон. Его новое имя, Махмуд Абдул-Рауф, означает: «достойный похвалы, милосердный и добрый»[33].